# Antropologický slovník
Antropologický slovník aneb co by mohl o člověku vědět každý člověk (s přihlédnutím k dějinám literatury a umění) je český encyklopedický projekt, který inicioval a vedl český vědec Jaroslav Malina z Ústavu antropologie Přírodovědecké fakulty Masarykovy univerzity. Slovník je možno využívat zdarma, je umístěn na stránkách Masarykovy univerzity.
Jedná se o největší český antropologický slovník a o jeden z největších českých slovníků vůbec (a zároveň největší český autorský slovník v digitálním prostředí). Slovník obsahuje více než 20 000 hesel, která vycházejí z celostního rozpětí antropologie. Specifikou slovníku pak je: „originální koncepce, vymykající se všem obdobným pracím, které byly dosud na toto téma ve světě vydány. Slovník byl programově budován jako integrální databáze poznatků, jichž bylo v oblasti věd o člověku, společnosti a kultuře dosaženo. Na rozdíl od standardních anglosaských slovníků však rozšiřuje tematický záběr o oblast krásné literatury a umění. Jeho součástí se stala komplexní řada hesel věnovaných oblasti umělecké kultury, kterou tradiční antropologie do značné míry opomíjela, takže vydání tohoto slovníku lze označit za příspěvek k rozvoji dosud málo celosvětově zpracované antropologie umění.“